# Askote
Askote fou un príncipat de l'Índia situat a l'actual estat d'Uttaranchal o Uttarakhand (abans a les Províncies Unides), a la vora del riu Kali, amb una superfície de 1036 km² i població el 1881 de 5.871 habitants repartits en 142 pobles. Els sobirans, de la dinastia Pal, rajputs del clan Surajbansi, que reclamen ser descendents dels rajes Katyuri antics governants de Kumaun, i van portar el títol de rajwar. Fou creat el 1279 per una suposada branca dels reis Katyuri iniciada per Abhay Pal Deo, net de l'emperador Bramh Deo, que va agafar el nom familiar de Pal; els rajwars d'Askot foren conquerits pels Chand però van conservar el seu domini pagant tribut. Va passar als britànics pel tractat de Sugauli del 1816 i pagava un tribut de 1450 rúpies. El 1845 l'estat va esdevenir un zamindari.

## Llista de rajwars
- Abhay Pal Deo 1279-? (Abhay Pal I)
- Nirbhay Pal
- Bharat Pal I
- Bhairon Pal
- Bhu Pal
- Ratan Pal
- Shankha Pal
- Shyam Pal
- Sai Pal
- Surjan Pal
- Bhoj Pal
- Bharat Pal II
- Stuti Pal
- Achhav Pal
- Trilok Pal
- Surya Pal
- Jagat Pal
- Praja Pal
- Rai Pal ? -1588
- Mahendra Pal I 1588-?
- Jait Pal
- Birbal Pal
- Amar Pal
- Abhay Pal II ?-1742
- Uchhab Pal 1742-?
- Bijay Pal
- Mahendra Pal I ?-després de 1811
- Bahadur Pal ?-1871
- Pushkar Pal 1871-?
- Gajendra Pal ?-1929
- Bikram Bahadur Pal 1929-1939
- Tikendra Bahadur Pal 1939-2000
- Bhanuraj Singh Pal 2000-